# Munksjötornet

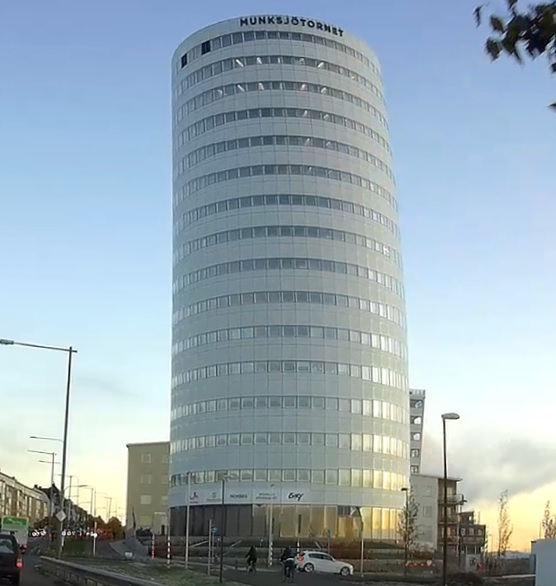
Munksjötornet vid Munksjön i Jönköping.

Munksjötornet är en kontorsbyggnad vid västra stranden av Munksjön i Jönköping. 
Byggnaden är 16+1 våningar hög och därmed den högsta i Jönköping på 65 meter. Fastighetsbeteckningen är "Marinen 1", och ytan på byggnaden är 8 500 kvm. Byggnaden är ritad av arkitektfirman Yellon, och har byggts av fastighetsbolaget Tolust, som till hälften är ägt av fastighetsbolaget Lustgården. Byggnaden stod klar i december 2015.